# Estonia ai XX Giochi olimpici invernali
L'Estonia partecipò ai XX Giochi olimpici invernali, svoltisi a Torino, Italia, dall'11 al 19 febbraio 2006, con una delegazione di 26 atleti impegnati in sei discipline.